# 阿波罗尼亚的第欧根尼
第欧根尼，约活动于公元前5世纪前后。古希腊哲学家之一。他凭借宇宙论以及试图以古通今的思想而闻名。一生长住雅典。他的思想曾被剧作家阿里斯托芬在其喜剧《云》中予以嘲笑。亚里士多德曾引述其著作，除哲学外，他还撰有关于医学的论著。后人从其作品残篇中认为他是早期的经验主义者。

## 生平
第欧根尼出生在黑海边的城市Apollonia(希腊语： Ἀπολλωνία Ποντική Apollōnía Pontikḗ，今为保加利亚的索佐波尔)，并在这里度过了其人生的绝大部分时间。他的父亲，Apollothemis，是一位知名的自然哲学家。毫无疑问的一点是，他在雅典十分不受欢迎，以至于他曾一度在雅典身处险境。

## 学说
第欧根尼与阿那克萨哥拉是处于同时代的人。如同早期的自然哲学家阿那克西美尼一样，第欧根尼也将“气”视作世界的本原（气本原学说），万物和“气”的区别仅仅在于其浓度不一。孕育生灵的污泥，就是一种高度压缩的空气。尽管万物流转变化，或生或灭，其本质“气”之永恒，都是无可争辩的。

## 著作
他最重要的作品是一部自然哲学著作，该作品之后被冠以《自然论》 („Περὶ φύσεως“, lateinisch De natura)，其中的一些片段在辛普利休斯（Simplikios）对亚里士多德的著作《物理学》（Physik ）做出的评注中保留了下来。